# Ausleben
Ausleben é um município da Alemanha, situado no distrito de Börde, no estado de Saxônia-Anhalt. Tem 33,29 km² de área, e sua população em 2019 foi estimada em 1.624 habitantes.